# Чурбукан
Чурбукан — река в Эвенкийском районе Красноярского края России, левый приток Эмбенчимэ. Длина реки — 198 км. Площадь водосборного бассейна — 3800 км².
Исток реки находится на юго-востоке плато Путорана, к юго-западу от озера Ядун, на высоте более 784 м над уровнем моря. Преимущественно течёт в юго-восточном направлении по гористой местности, поросшей лиственницей. В верховьях и в среднем течении русло идёт вдоль возвышенности Ягтали. Пересекает плато Сыверма. Впадает в Эмбенчимэ по левому берегу на отметке ниже 234 м над уровнем моря, ниже впадения Корондочаны, в 65 км от устья Эмбенчимэ. Ширина перед устьем — 85 м при глубине 1 м; скорость течения в низовьях составляет 0,7 м/с. 

## Основные притоки
Указаны поименованные притоки длиной 20 км и более
| Название        | Расстояние от устья | Длина | Положение |
| --------------- | ------------------- | ----- | --------- |
| Кочоктукон      | 19                  | 26    | левый     |
| Бугарикта       | 35                  | 20    | левый     |
| Верхняя Мотынга | 57                  | 25    | левый     |
| Хоикта          | 91                  | 40    | левый     |
| Нижняя Томула   | 135                 | 24    | левый     |
| Верхняя Томула  | 157                 | 21    | левый     |

## Данные водного реестра
По данным государственного водного реестра России и геоинформационной системы водохозяйственного районирования территории РФ, подготовленной Федеральным агентством водных ресурсов:
- Бассейновый округ — Енисейский
- Речной бассейн — Енисей
- Речной подбассейн — Нижняя Тунгуска
- Водохозяйственный участок — Нижняя Тунгуска от водомерного поста посёлка Тура до водомерного поста посёлка Учами
- Код водного объекта — 17010700312116100075100